# Wolha Hapiejewa
Wolha Hapiejewa (Volha Hapeyeva) (ur. 1982 w Mińsku) – białoruska pisarka i tłumaczka.

## Życiorys
W 2005 roku ukończyła Miński Państwowy Uniwersytet Lingwistyczny. Studiowała też socjologię na Europejskim Uniwersytecie Humanistycznym. W 2012 roku obroniła pracę doktorską. W latach 2015– 2018 pracowała na Mińskim Państwowym Uniwersytecie Lingwistycznym. Tłumaczy powieści na język białoruski z angielskiego, niemieckiego, chińskiego, japońskiego i łotewskiego. Do Nagrody Literackiej imienia Jerzego Giedroycia zostały nominowane jej książki: w czerwcu 218 roku (w)jadomyja historyi, w listopadzie 2020 roku powieść Kemeł-Treweł. W 2018 roku Hramatyka sniehu została nominowana do nagrody imienia Natallii Arsienniewej, a w marcu 2021 roku kolejny tomik poezji Słowy, jakija sa mnoj adbyłisia. W 2020 roku jej tłumaczenie poezji niemieckiego poety Matthiasa Göritza Karotkaja historyja serca zostało nominowane do Nagrody im. Carlosa Shermana.
Jest częstym gościem międzynarodowych festiwali. Wiersze Volhy Hapeyevej zostały przetłumaczone na ponad 15 języków. 
Od 2020 roku Volha Hapeyeva pisze również w języku niemieckim.
2019-2020 była pisarką miejską w Grazu. 
2021-2022 pisarka na emigracji, PEN Centre Niemcy, 
2022-2023 stypendystka programu DAAD Artists-in-Berlin. 
2023-2024 otrzymała stypendium literackie Clary i Eduarda Rosenthalów, 
2025 r. była pierwszą laureatką programu Friederike Mayröcker Poets-in-Residence (Wiedeń).
2025 jest stypendystką Fundacji Landis & Gyr (Szwajcaria). 
Jako artystka Volha Hapeyeva pracuje z obiektami i tekstami (wystawa „Archiv der kleinen Wesen” w Grazu, maj-lipiec 2024 r. oraz wystawa „Marschroots der Wörter” w Jenie, październik 2024-kwiecień 2025 r.), „Meine Österreichische Literatur” Literatur Haus Wien (03.06.2025 - 03.06.2026).

## Twórczość
W języku polskim jej dramat Kolekcjoner ukazał się w 2013 roku w antologii Labirynt. Antologia współczesnego dramatu białoruskiego wydanej przez Radzyńskie Stowarzyszenie Inicjatyw Lokalnych w przekładzie Teresy Giedz-Topolewskiej i Natalii Rusieckiej. Oprócz publikacji w czasopismach i antologiach opublikowała:
- Rekanstrukcyja nieba (2003), wierszy
- Niaholeny ranak (2007), wierszy
- Mietad muarawych kresak (2012), wierszy
- Prysak i pożnia, wierszy
- (w)jadomyja historyi (2013)
- Dzwie Awieczki (2014) tomik wierszy dla dzieci[14]
- Sumny sup (2014) książka dla dzieci, została przetłumaczona na język rosyjski[14]
- Hramatyka sniehu (2017)[15] wierszy
- Kemeł-Treweł  (2020)[16]powieść
- Słowy, jakija sa mnoj adbyłisia (2020), wierszy
- Samota, što žyla ŭ pakoi nasuprać (2021), powieść
- Pad asobnymi koŭdrami (2024), wierszy

## Nagrody
- Nagroda Załaty Apostraf (2010)[17]
- Laureatka konkursu literatury dziecięcej Eksłibrys imia Janki Maura (2013) za Sumny sup[18]
- Nagroda „Książka Roku” w kategorii Literatura dziecięca (2015) za Sumny sup[19]
- Wortmeldung-2022, nagroda literacka za krótkie teksty krytyczne (Niemcy)
- Nagroda Rotahorn (Austria, 2021)
- manuskripte Nagroda 2025 (Austria)